# Сіхув-Дужи
Сіхув-Дужи (пол. Sichów Duży) — село в Польщі, у гміні Ритв'яни Сташовського повіту Свентокшиського воєводства.
Населення — 623 особи (2011).
У 1975-1998 роках село належало до Тарнобжезького воєводства.

## Демографія
Демографічна структура на день 31 березня 2011 року:
|          | Загалом | Допрацездатний вік | Працездатний вік | Постпрацездатний вік |
| -------- | ------- | ------------------ | ---------------- | -------------------- |
| Чоловіки | 318     | 81                 | 199              | 38                   |
| Жінки    | 305     | 63                 | 177              | 65                   |
| Разом    | 623     | 144                | 376              | 103                  |